# Herpf
Herpf è una frazione (Ortsteil) della città tedesca di Meiningen.